# Tioram
Tioram (anglicky Castle Tioram, ve skotské gaelštině Caisteal Tioram, což v překladu znamená "suchý hrad") je zřícenina hradu, nacházející se na severu Spojeného království v oblasti Skotské vysočiny (Highlands), asi 80 kilometrů západně od Fort Williamu, centra historického regionu Lochaber. Pozůstatky stavby se tyčí na přílivovém ostrově Eilean Tioram (v překladu "suchý ostrov") v hloubi mořského zálivu Loch Moidart.

## Historie
Hrad se nachází na strategicky důležitém místě poblíž ústí řeky Shiel do zátoky Moidart. Archeologické nálezy z této lokality svědčí o osídlení z doby železné a později též o přítomnosti Vikingů. Základní stavební prvky hradu jsou shodné s podobnou architekturou v daném regionu, budovanou ve 13. století. Jádro pevnosti bylo vybudováno na pětibokém půdorysu. Další části hradu pak byly přistavěny ve století patnáctém a sedmnáctém. V minulosti patřil hrad do majetku rodu MacDonaldů z Clanaraldu. Poslední majitel Allan z Clanaraldu nechal hrad zapálit, když odjížděl v roce 1715 bojovat po boku Jakobitů, aby jeho majetek nepadl za oběť nepřátelům. Allan, zvaný též Allan z Moidartu, v bitvě u Sheriffmuiru padl. Od té doby je hrad ruinou, již v roce 1748 byl popsán jako pustý.
V následujícím období hrad zůstal ve vlastnictví pánů z Clanaraldu, v průběhu 20. století několikrát změnil majitele. K zásadnímu obratu došlo po roce 1996, kdy byl hrad nabídnut k prodeji za 100 000 liber. Původně jej měla v úmyslu koupit státní agentura Historické Skotsko (Historic Scotland), ta však odstoupila od koupě kvůli zájmu jednoho místního sdružení. Nakonec ale v roce 1997 zříceninu koupila společnost Anta Estates za 300 000 liber. Ukázalo se však , že tato společnost chce hrad zcela přestavět pro účely bydlení, včetně zastřešení, vybudování přístupové cesty, přípojek elektřiny a další infrastruktury. Tento záměr nebyl státními orgány schválen, následovaly roky sporů a diskusí ve snaze dospět k dohodě s majiteli hradu.

## Současnost
Hradní zřícenina je kvůli havarijnímu stavu v současné době nepřístupná veřejnosti, avšak vstup na ostrůvek a prohlídka exteriéru hradu jsou povoleny.

## Pověst o černé žábě
V 17. století se stal majitelem hradu John z Clanaraldu, v pořadí již dvanáctý pán na Tioramu. Údajně to byl velice krutý a zlý člověk. Pověst vypráví, že když jeho zlé skutky přesáhly jakoukoli mez, jednoho dne se v jeho pokoji na hradě objevila velká, černá, odporně vyhlížející žába. Hradní pán se jí nemohl zbavit, zkoušel dokonce před ní prchnout na moře, ale netvor jej pronásledoval i tam. Ďábelská žába tak zůstala ve společnosti Johna z Clanaraldu až do konce jeho dnů.